# Томашевский, Олег Владимирович
Оле́г Влади́мирович Томаше́вский (укр. Олег Володимирович Томашевський; 15 марта 1970, Киев, УССР, СССР) — советский и украинский футболист, защитник.

## Карьера игрока
Воспитанник киевского футбола. Начинал футбольную карьеру в любительском коллективе «Сула» (Лубны). Первый матч в чемпионате Украины сыграл в составе черкасского «Днепра» против «Десны» (0:1). Следующие 4 сезона играл за команды низших дивизионов «Антрацит», «Сириус» и «Нива-Космос».
В 1996 году перешёл в российскую команду «Автозапчасть» (Баксан). Три сезона провёл в составе клуба Первой лиги «Спартак» (Нальчик). В 2000 году выступал за любительские команды «Днепр» (Киев) и «Спартак (Анапа)». В 2001—2004 годах играл в Высшей лиге чемпионата Казахстана в составе клубов «Есиль» (Кокчетав) и «Шахтёр» (Караганда). В 2005 году стал игроком команды «Семей» (Семипалатинск), которая по результатам сезона заняла второе место в Первой лиге чемпионата Казахстана.

## Карьера тренера
После завершения карьеры игрока работал в ДЮФШ и селекционной службе киевского «Динамо» В июле 2011 года был приглашён в тренерский штаб «Десны», который возглавлял Александр Дериберин, на должность помощника главного тренера. С 2012 года работает тренером по физической подготовке.

## Достижения

### Игрок
«Антрацит» Кировское
- Бронзовый призёр Переходной лиги Украины: 1992/93.

«Сириус» Жёлтые Воды
- Победитель Переходной лиги Украины: 1993/94.

«Семей» (Семипалатинск)
- Серебряный призёр Первой лиги Казахстана: 2005.

### Тренер
«Десна»
- Серебряный призёр Первой лиги Украины: 2016/17.
- Чемпион Второй лиги Украины: 2012/13.